# As Time Goes By… The Great American Songbook Volume II
As Time Goes By… The Great American Songbook Volume II (englisch für ‚Wie die Zeit vergeht: Das große amerikanische Liederbuch Band II‘) ist das zweite Coveralbum des britischen Sängers Rod Stewart. Es erschien am 14. Oktober 2003 und enthält ausschließlich Coverversionen von Liedern aus dem Great American Songbook der amerikanischen Unterhaltungsmusik von den 1920er bis 1950er Jahren.

## Produktion und Gastbeiträge
As Time Goes By… The Great American Songbook Volume II wurde von den US-amerikanischen Musikproduzenten Richard Perry, Clive Davis und Phil Ramone produziert.
Auf drei Liedern singen neben Rod Stewart weitere Künstler. So ist die US-amerikanische Sängerin Cher auf dem Song Bewitched, Bothered & Bewildered zu hören, während die Hip-Hop-Musikerin Queen Latifah einen Gastauftritt beim Stück As Time Goes By hat. Zudem ist I Only Have Eyes for You ein Duett mit der spanischen Sängerin Ana Belén.

## Covergestaltung
Das Albumcover zeigt Rod Stewart in einem schwarzen Anzug. Er sieht den Betrachter an und hält sich eine Hand an die Stirn. Rechts oben im Bild befinden sich die Schriftzüge Rod Stewart und As Time Goes By… The Great American Songbook Volume II in Rot bzw. Schwarz. Der Hintergrund ist weiß gehalten.

## Titelliste
| #  | Titel                            | Gastmusiker   | Original-Texter/Komponist (Jahr)                                              | Länge |
| -- | -------------------------------- | ------------- | ----------------------------------------------------------------------------- | ----- |
| 1  | Time After Time                  |               | Sammy Cahn, Jule Styne (1947)                                                 | 2:59  |
| 2  | I’m in the Mood for Love         |               | Dorothy Fields, Jimmy McHugh (1935)                                           | 3:06  |
| 3  | Don’t Get Around Much Anymore    |               | Duke Ellington, Bob Russell (1940)                                            | 2:48  |
| 4  | Bewitched, Bothered & Bewildered | Cher          | Richard Rodgers, Lorenz Hart (1940)                                           | 4:13  |
| 5  | ’Till There Was You              |               | Meredith Willson (1957)                                                       | 2:50  |
| 6  | Until the Real Thing Comes Along |               | Sammy Cahn, Saul Chaplin, L. E. Freeman, Mann Holiner, Alberta Nichols (1936) | 3:37  |
| 7  | Where or When                    |               | Richard Rodgers, Lorenz Hart (1937)                                           | 3:09  |
| 8  | Smile                            |               | Charlie Chaplin, Geoffrey Parsons, John Turner (1936)                         | 3:12  |
| 9  | My Heart Stood Still             |               | Richard Rodgers, Lorenz Hart (1927)                                           | 3:02  |
| 10 | Someone to Watch over Me         |               | George Gershwin, Ira Gershwin (1926)                                          | 3:30  |
| 11 | As Time Goes By                  | Queen Latifah | Herman Hupfeld (1931)                                                         | 3:48  |
| 12 | I Only Have Eyes for You         | Ana Belén     | Al Dubin, Harry Warren (1934)                                                 | 3:06  |
| 13 | Crazy She Calls Me               |               | Bob Russell, Carl Sigman (1949)                                               | 3:27  |
| 14 | Our Love Is Here to Stay         |               | George Gershwin, Ira Gershwin (1938)                                          | 2:57  |

## Rezeption
| Professionelle Bewertungen | Professionelle Bewertungen |
| -------------------------- | -------------------------- |
| Kritiken                   |                            |
| Quelle                     | Bewertung                  |
| laut.de                    | [ 2 ]                      |
| allmusic                   | [ 3 ]                      |

Giuliano Benassi von laut.de bewertete As Time Goes By… The Great American Songbook Volume II mit zwei von fünf Punkten. Er meint, dass das Album nichts Neues gegenüber dem Vorgänger It Had to Be You… The Great American Songbook liefere. Zudem wird „die seichte Orchesterbegleitung“ kritisiert, „die sich eher nach Karaoke-Grundlage aus dem Keyboard als nach Partiturenarbeit anhört.“ Lediglich der Gastauftritt von Queen Latifah wird positiv hervorgehoben.

## Kommerzieller Erfolg

### Chartplatzierungen und Singles
As Time Goes By… The Great American Songbook Volume II stieg am 10. November 2003 auf Platz 46 in die deutschen Albumcharts ein und konnte sich insgesamt vier Wochen in den Top 100 halten. Erfolgreicher war es u. a. in den Vereinigten Staaten und im Vereinigten Königreich, wo das Album Rang 2 bzw. 4 erreichte.
Als Singles wurden die Lieder Bewitched, Bothered & Bewildered und Time After Time ausgekoppelt, die sich beide nicht in den Charts platzieren konnten.
| ChartsChartplatzierungen       | Höchstplatzierung | Wochen |
| ------------------------------ | ----------------- | ------ |
| Deutschland (GfK)              | 46 (4 Wo.)        | 4      |
| Schweiz (IFPI)                 | 79 (1 Wo.)        | 1      |
| Vereinigte Staaten (Billboard) | 4 (86 Wo.)        | 86     |
| Vereinigtes Königreich (OCC)   | 8 (29 Wo.)        | 29     |

| ChartsJahrescharts (2003)      | Platzierung |
| ------------------------------ | ----------- |
| Vereinigte Staaten (Billboard) | 116         |
| Vereinigtes Königreich (OCC)   | 34          |

| ChartsJahrescharts (2004)      | Platzierung |
| ------------------------------ | ----------- |
| Vereinigte Staaten (Billboard) | 38          |

### Auszeichnungen für Musikverkäufe
Im Jahr 2004 erhielt As Time Goes By… The Great American Songbook Volume II in den Vereinigten Staaten für mehr als zwei Millionen verkaufte Einheiten eine doppelte Platin-Schallplatte. Im Vereinigten Königreich wurde es 2013 für über 600.000 Verkäufe ebenfalls mit Doppel-Platin ausgezeichnet. Insgesamt erhielt das Album Schallplattenauszeichnungen für mehr als 3,1 Millionen verkaufte Exemplare.
| Land/Region                  | Auszeichnungen für Musikverkäufe (Land/Region, Auszeichnung, Verkäufe) | Verkäufe  |
| ---------------------------- | ---------------------------------------------------------------------- | --------- |
| Argentinien (CAPIF)          | Platin                                                                 | 40.000    |
| Australien (ARIA)            | 3× Platin                                                              | 210.000   |
| Brasilien (PMB)              | Platin                                                                 | 125.000   |
| Kanada (MC)                  | 2× Platin                                                              | 200.000   |
| Neuseeland (RMNZ)            | Gold                                                                   | 7.500     |
| Polen (ZPAV)                 | Platin                                                                 | 40.000    |
| Schweden (IFPI)              | Gold                                                                   | 30.000    |
| Vereinigte Staaten (RIAA)    | 2× Platin                                                              | 2.000.000 |
| Vereinigtes Königreich (BPI) | 2× Platin                                                              | 600.000   |
| Insgesamt                    | 2× Gold · 12× Platin ·                                                 | 3.252.500 |

Hauptartikel: Rod Stewart/Auszeichnungen für Musikverkäufe